# Heraclia kirbyi
Heraclia kirbyi là một loài bướm đêm trong họ Noctuidae.